# Вазописец Амика

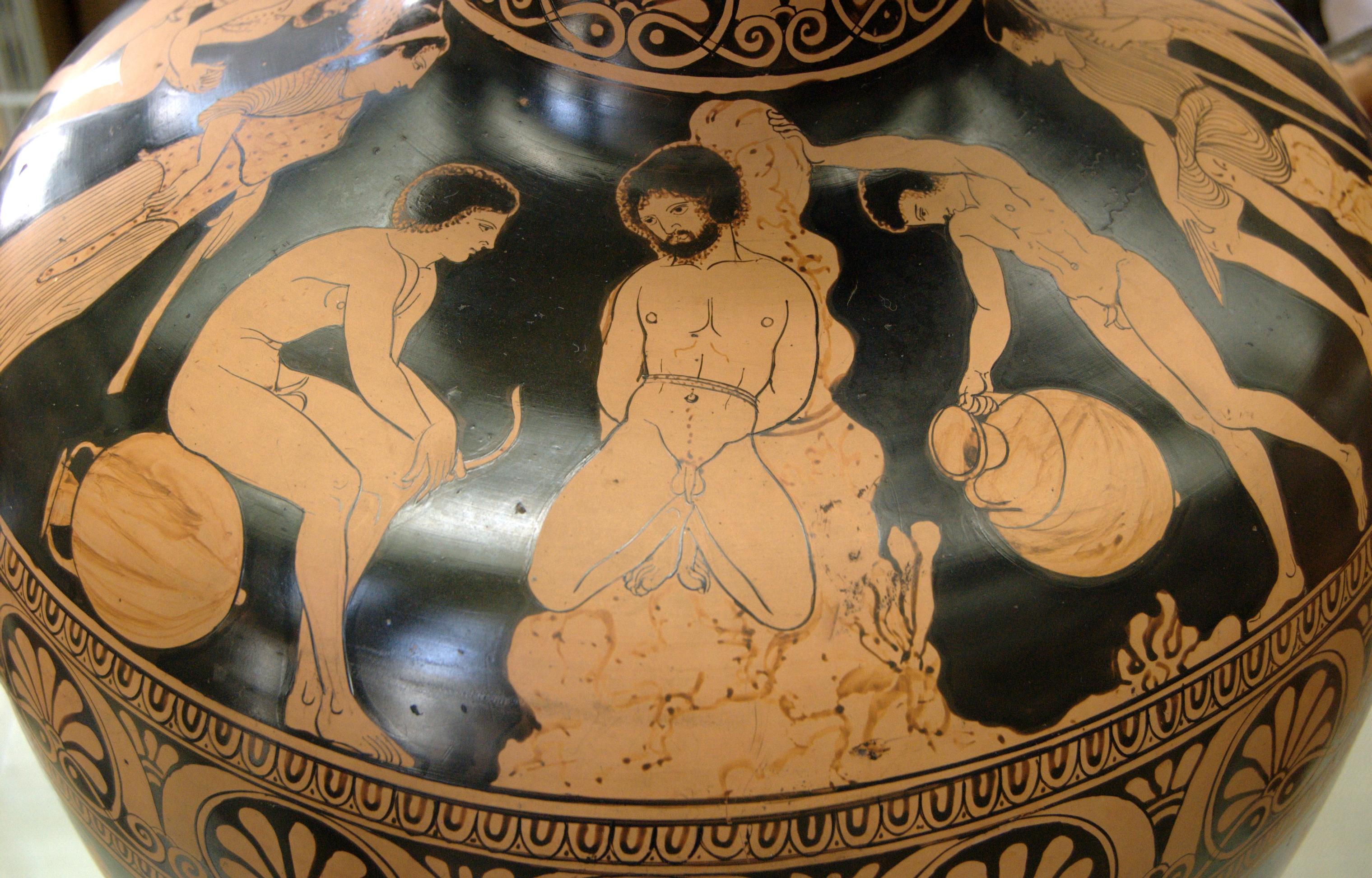
Амик в окружении аргонавтов, именная гидрия вазописца Амика, Кабинет медалей

Вазописец Амика (англ. Amycus Painter, нем. Amykos-Maler) — анонимный греческий вазописец, работал в Лукании в 5 веке до н. э. в краснофигурной технике.

## Творчество
Этот плодотворный вазописец работал в мастерской, расположенной в Метапонте. Хотя его ранние работы (430—420 до н. э.) несут на себе влияние вазописца Пистиччи, он вскоре создал свою собственную манеру. Шесть несторид, приписываемые авторству вазописца Амика, признаны древнейшим образцом древнегреческой керамики южно-итальянского региона. Кроме мифологической тематики вазописец Амика широко использовал мотивы дионисийские, палестры, а также другие жанровые сцены. Стиль мастера повлиял на его многочисленных учеников и последователей.

## Известные работы
- именная ваза - гидрия, на которой изображена мифологическая сцена - наказание Амика аргонавтами. Сейчас ваза хранится в Кабинете медалей в Париже.
- несторида с фигурами на двух регистрах. Оба они изображают воинов с доспехами, общающихся (сторона А) или преследующих (сторона В) юных девушек. Экспонируется в Лувре[1].
- кратер D150-1977 в Национальной галерее Виктории, Мельбурн, Австралия[2].
- кратер с изображением молодой женщины в хитоне и гиматии, что держит под сбруей коня[3].